# یواس‌اس جونیاتا (اس‌پی-۶۰۲)
یواس‌اس جونیاتا (اس‌پی-۶۰۲) (به انگلیسی: USS Juniata (SP-602)) یک کشتی بود که طول آن ۱۳۹ فوت ۶ اینچ (۴۲٫۵۲ متر) بود. این کشتی در سال ۱۹۱۱ ساخته شد.